# Ptychopsis phalara
Ptychopsis phalara är en stekelart som beskrevs av Sanborne 1981. Ptychopsis phalara ingår i släktet Ptychopsis och familjen brokparasitsteklar. Inga underarter finns listade i Catalogue of Life.